# Nie ma to jak bliźniaki: Film
Nie ma to jak bliźniaki: Film (ang. The Suite Life Movie) – amerykański film komediodramat–przygodowy, należący do kanonu Disney Channel Original Movies. Jest adaptacją serialu Suite Life: Nie ma to jak statek, a jego premiera odbyła się 25 marca 2011 roku. Powstanie filmu potwierdzono 20 września 2010, a jego kręcenie rozpoczęło się już w tym samym miesiącu w Vancouver w Kanadzie. Film został wyreżyserowany przez Seana McNamara, a jego scenariusz napisali Michael Saltzman i Robert Horn. Swoje role w filmie potwierdziła główna piątka obsady serialu. Przedpremierowy pokaz filmu odbył się 31 grudnia 2010 roku.

## Fabuła
Cody Martin (Cole Sprouse) planuje na ferie wiosenne otrzymać staż w prestiżowym ośrodku badawczym, by mieć stypendium umożliwiające studia na Uniwersytecie Yale, jednak jego dziewczyna, Bailey Pickett (Debby Ryan), planowała spędzić ferie razem z nim. Tymczasem brat bliźniak Cody'ego, Zack (Dylan Sprouse), nie odstępuje go na krok w celu otrzymania od niego samochodu, który obiecał mu ojciec. W wyniku braterskiej kłótni list, który Cody napisał dla Bailey o stażu w ośrodku badawczym, wypada w daleką stronę statku S.S. Tipton. Kiedy Bailey dowiaduje się (przez Zacka) o tym, że jej chłopak ma inne plany na ferie wiosenne, zrywa z nim. Zack idzie za Codym do ośrodka badawczego. Chcąc zrobić wrażenie na pracownicy ośrodka badawczego, niechcący niszczy falochron łodzią podwodną, przez co Cody stracił staż i jednocześnie wyrzekł się brata. Doktor Spaulding, który jest właścicielem ośrodka badawczego, mówi braciom, że pomimo tego, iż Cody stracił staż, będą mogli wziąć udział w prowadzonym przez ośrodek Gemini Project projekcie, który zajmuje się relacjami między bliźniakami. Podczas pobytu na obozie Gemini Project, po zjedzeniu owoców od doktora Olsena – prowadzącego ów obóz – Zack i Cody odkrywają, że gdy jeden z nich poczuje ból, drugi odczuje dokładnie to samo. Zack i Cody dowiadują się, że doktor Olsen ma bardzo złe plany. Chce on połączyć mózgi bliźniaków. Próbują uciec, ale zostają schwytani przez armię innych już „połączonych” bliźniaków. Tymczasem pan Moseby (Phill Lewis) znajduje list Cody'ego i daje go Bailey. Czytając list, Bailey dowiaduje się, że Cody chciał uzyskać stypendium na Uniwersytet Yale i zrozumiała, że popełniła błąd, kłócąc się z chłopakiem. Bailey, London (Brenda Song) i Woody (Matthew Timmons) jadą do ośrodka badawczego, by znaleźć Cody'ego. Dowiadują się, że Cody został wyrzucony z ośrodka. Przez to, że London wcześniej zjadła jedzenie dla delfinów, rozumie język wszystkich zwierząt i dowiaduje się, że Zack i Cody są w Gemini Project. Doktor Spaulding mówi, że bracia są w niebezpieczeństwie. Wszyscy jadą do Gemini Project, by ich uratować. Doktor Olsen, który okazuje się być złym bratem bliźniakiem doktora Spauldinga, próbuje połączyć mózgi Zacka i Cody'ego. Podczas procesu łączenia, bliźniaki zaczynają się kłócić, co prowadzi do zniweczenia planów doktora Olsena. Zack i Cody wręczają jemu oraz doktorowi Spauldingowi owoce, aby wywołać u nich ten sam efekt, którego sami doświadczyli, licząc, że pomoże im to się pogodzić. Doktor Olsen zostaje aresztowany i obiecuje, że pójdzie na obiad z doktorem Spauldingiem, jak wyjdzie z więzienia. Zack i Cody rozumieją, że tworzą dobrą drużynę. Cody i Bailey znów są parą.

## Obsada
- Dylan Sprouse jako Zack Martin
- Cole Sprouse jako Cody Martin
- Brenda Song jako London Tipton
- Debby Ryan jako Bailey Pickett
- Matthew Timmons jako Woody Fink
- John Ducey jako Donald Spaulding
- Matthew Glave jako Dr. Olsen/Ronald Spaulding
- Phill Lewis jako Pan Moseby
- Katelyn Pacitto jako Nellie Smith
- Kara Pacitto jako Kellie Smith
- Steven French jako Ben
- John French jako Sven
- Norman Misura jako Handlarz ryb
- Russ Rossi jako Kapitan

## Media
Film został udostępniony na iTunes 5 kwietnia 2011 roku, z kolei na Netflixie był dostępny od 24 kwietnia 2011, jednak 5 stycznia 2015 roku został usunięty ze strony.
Premierowy pokaz filmu obejrzało łącznie 5,2 mln widzów. Na premierze filmu w Wielkiej Brytanii i Irlandii, która odbyła się 17 lutego 2012 roku, było 780 000 widzów.

## Polski dubbing
Źródło Filmweb.pl.
Wersja polska: SDI Media Polska

Reżyseria: Waldemar Modestowicz

Dialogi: Ewa Mart

Udział wzięli:
- Mateusz Narloch – Zack Martin
- Wojciech Rotowski – Cody Martin
- Adam Pluciński – Woody Fink
- Agnieszka Mrozińska – Bailey Pickett
- Tomasz Kozłowicz – Marion Moseby
- Monika Pikuła – London Tipton
- Miłogost Reczek –
  - Donald Spaulding
  - Ronald Spaulding
- Sławomir Pacek – dr Olsen
- Grzegorz Kwiecień
- Julia Kołakowska
- Paweł Ciołkosz
- Marta Chyczewska
- Marta Kurzak
- Joanna Pach
- Olga Sarzyńska
- Anna Szymańczyk
- Grzegorz Drojewski
- Łukasz Talik
- Daniel Wojsa

i inni
Lektor: Maciej Orłowski

## Premiery światowe
| Kraj                                                    | Data             | Nazwa miejscowa                         |
| ------------------------------------------------------- | ---------------- | --------------------------------------- |
| Stany Zjednoczone                                       | 25 marca 2011    | The Suite Life - Movie                  |
| Australia, Nowa Zelandia, Indonezja, · Filipiny i Indie | 25 czerwca 2011  | The Suite Life - Movie                  |
| Wielka Brytania i Irlandia                              | 17 lutego 2012   | The Suite Life - Movie                  |
| Niemcy, Austria i Szwajcaria                            | 9 lipca 2011     | Zack & Cody – Der Film                  |
| Izrael                                                  | 28 lipca 2011    | זאק וקודי: החיים היפים על הסיפון - הסרט |
| Japonia                                                 | 18 września 2011 | スイート・ライフ／ザ・ムービー          |
| Francja                                                 | 21 września 2011 | Zack et Cody: Le Film                   |
| Hiszpania                                               | 23 września 2011 | La Dulce Película de Zack y Cody        |
| Szwecja i Skandynawia                                   | 23 września 2011 | Det ljuva havslivet - Filmen            |
| Polska                                                  | 18 grudnia 2011  | Nie ma to jak bliźniaki: Film           |
| Rosja i Kazachstan                                      | 20 stycznia 2013 | Люкс-жизнь: кино                        |
| Węgry                                                   | bd.              | Zack és Cody élete a film               |